# NGC 3115
NGC 3115 (také známá jako Vřetenová Galaxie nebo Caldwell 53) je osamělá
čočková galaxie v souhvězdí Sextantu vzdálená přibližně 32 milionů světelných let. Objevil ji britský astronom William Herschel v roce 1787. Na obloze se nachází 3 stupně východně od hvězdy Gama Sextantis a je viditelná i menším amatérským astronomickým dalekohledem, ale k pozorování vřetenového tvaru je potřeba mít středně velký amatérský dalekohled. Název Vřetenová galaxie sdílí spolu s galaxiemi NGC 5866 a NGC 2685.
Tato galaxie je při své vzdálenosti několikanásobně větší než galaxie Mléčná dráha. Řadí se k čočkovým galaxiím typu S0, protože má galaktický disk a galaktickou výduť ale bez viditelných spirálních ramen. Galaxii vidíme téměř přesně z boku, nicméně dříve byla mylně považována za eliptickou galaxii. Objevily se dohady, že NGC 3115 byla dříve kvasarem.

## Tvorba hvězd
NGC 3115 již spotřebovala většinu plynu ze svého akrečního disku. Má tedy velmi málo plynu a prachu na vznik dalších hvězd. Převážná většina jejích hvězd má velké stáří.

## Černá díra
V roce 1992 ohlásili John Kormendy z Havajské univerzity a Douglas Richstone z Michiganské univerzity objev obří černé díry uprostřed této galaxie.
Na základě oběžných rychlostí hvězd kolem jejího jádra byla určena hmotnost této černé díry na přibližně 1 miliardu slunečních hmotností ({\displaystyle M_{\odot }}). Zdá se, že galaxie obsahuje převážně staré hvězdy a vykazuje malou nebo žádnou činnost. I růst její černé díry se už zastavil.
V roce 2011 byla černá díra uprostřed této velké galaxie zkoumána pomocí rentgenové observatoře Chandra. Zobrazil se tok horkého plynu směrem k černé díře, což byl první jasný důkaz takového toku u černých děr. Plyn se prouděním k černé díře zahřívá a září. Vědci zachytili začátek nárůstu teploty ve vzdálenosti 700 světelných let od černé díry, což ukazuje velikost Bondiho poloměru. Z toho se dá usoudit, že černá díra uprostřed NGC 3115 má hmotnost kolem dvou miliard {\displaystyle M_{\odot }} a potvrzuje to předchozí výsledky pozorování ve viditelném spektru. Tím se NGC 3115 stává k Zemi nejbližší černou dírou s hmotností přes miliardu {\displaystyle M_{\odot }}.